# Zvonce (gmina Babušnica)
Zvonce (cyr. Звонце) – wieś w Serbii, w okręgu pirockim, w gminie Babušnica. W 2011 roku liczyła 191 mieszkańców.